# 霍拉桑

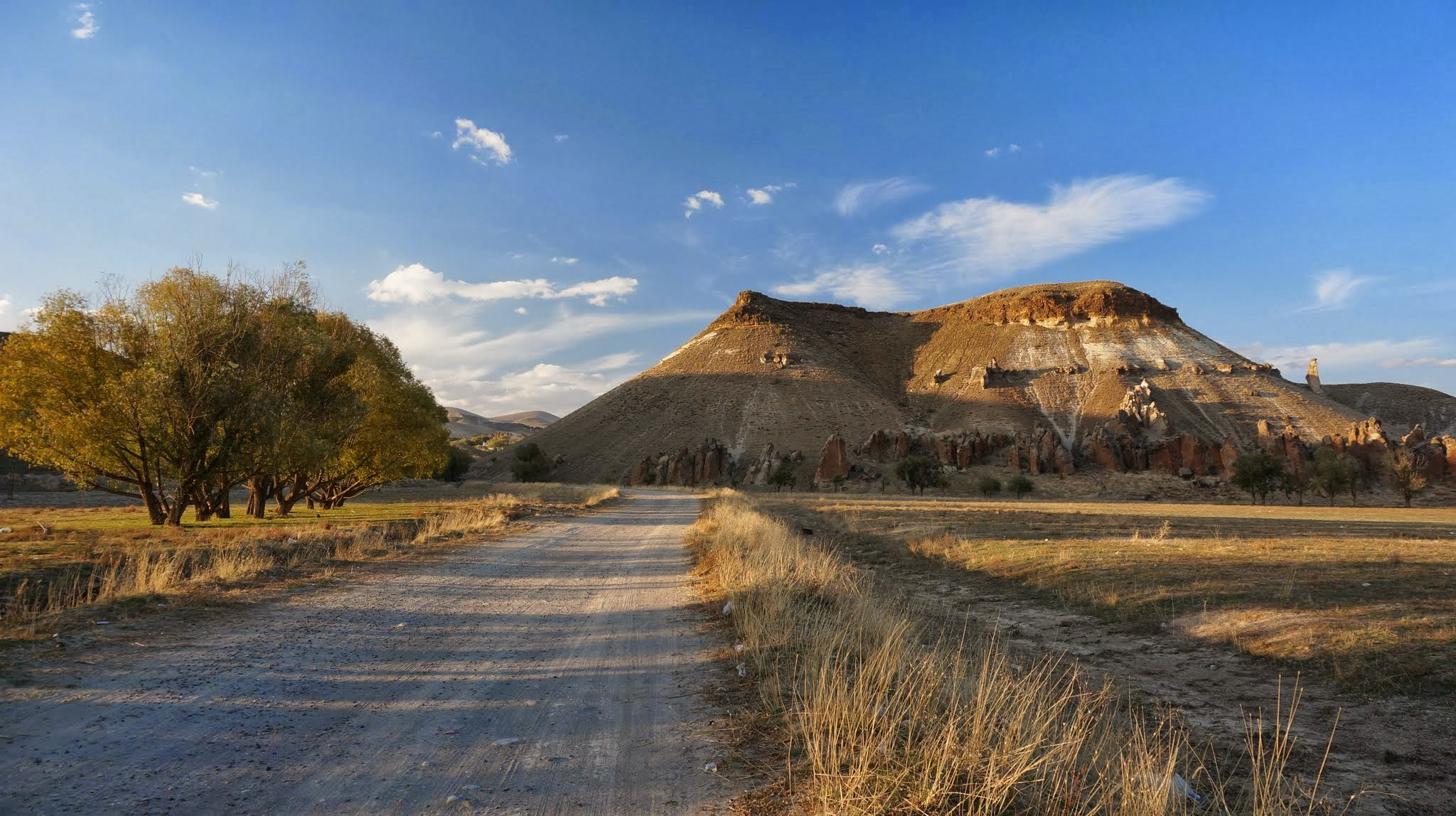
霍拉桑的景观

霍拉桑是土耳其的城鎮，由埃爾祖魯姆省負責管轄，位於該國東北部，面積1,662平方公里，該鎮在1983年10月30日發生的地震中受到嚴重破壞，2008年人口17,838。